# Посёлок Свободы
Свободы — посёлок городского типа в муниципальном образовании город-курорт Пятигорск Ставропольского края России.

## География
На юге расположена гора Бритая (Дубровка).
Расстояние до краевого центра: 142 км.

## История
Посёлок возник в начале XX века. Местные жители называли его Нахаловкой:17.

К западу от станицы Горячеводской простирался участок холмистой степи, покрытый редким кустарником, замыкавшийся западнее лесистой горой Дубровкой. Эта территория принадлежала Управлению Кавказских Минеральных Вод и охранялась [пятигорским] лесничеством. Селиться на ней было запрещено и по существующему тогда закону все самовольно возведённые дома разрушались, если строители не успевали поставить над домом печную трубу. Тем не менее в 1905 г. на «казённой» территории начали появляться редкие домики — отдельным лицам удавалось быстро, до обнаружения, выстроить хатёнку с дымовой трубой.— Меркулова Е. К. Из истории посёлка Свободы города Пятигорска:17
В 1909 году посёлок получил официальное название Алексеевский:17 (в честь цесаревича Алексея Николаевича).
Посёлок был в подчинении Городской Пятигорской Управы и находился сразу за рекой Подкумок за чертой города.
21 мая/3 июня 1917 года граждане посёлка Алексеевского на общем собрании постановили переименовать его в посёлок Свободы (64 подписи). В 1920 году, в связи с окончательным установлением Советской власти, посёлок был переименован в посёлок Свободы.
С 1922 года в Новопятигорской волости Пятигорского уезда Терской губернии.
С 1923 года в Пятигорской волости.
С 1924 года в Горячеводском районе Терского округа.
С 1929 года в Ессентукском районе.
С 1930 года под управлением Пятигорского горсовета Северо-Кавказского края (с 1937 года — Орджоникидзевского края).
C 1940 года в Горячеводском районе Орджоникидзевского края (с 1943 года — Ставропольского края).
С 1953 года под управлением Пятигорского горсовета.
С 1959 в Предгорном районе.
Статус рабочего посёлка (пгт) — с 1960 года:6. Образован Свободненский поссовет в подчинении Пятигорскому горсовету.

## Население
| 1906    | 1925    | 1939    | 1970    | 1979    | 1989    | 2002    | 2009    | 2010    |
| ------- | ------- | ------- | ------- | ------- | ------- | ------- | ------- | ------- |
| 2500    | ↗4472   | ↗7620   | ↗12 345 | ↗13 281 | ↗15 190 | ↗17 349 | ↗18 248 | ↘18 042 |
| 2011    | 2012    | 2013    | 2014    | 2015    | 2016    | 2017    | 2018    | 2019    |
| →18 042 | ↘18 027 | ↘17 983 | ↘17 907 | ↘17 863 | ↘17 851 | ↘17 740 | ↘17 706 | ↘17 612 |
| 2020    | 2021    | 2023    | 2024    | 2025    |         |         |         |         |
| ↘17 428 | ↗18 582 | ↘18 413 | ↘18 398 | ↗18 455 |         |         |         |         |

Гендерный состав
По итогам переписи населения 2010 года проживали 8243 мужчины (45,69 %) и 9799 женщин (54,31 %).
Национальный состав
По итогам переписи населения 2010 года проживали следующие национальности (национальности менее 1 %, см. в сноске к строке «Другие»):
| Национальность | Численность | Процент |
| -------------- | ----------- | ------- |
| Русские        | 12 337      | 68,38   |
| Армяне         | 3326        | 18,43   |
| Азербайджанцы  | 414         | 2,29    |
| Украинцы       | 363         | 2,01    |
| Греки          | 284         | 1,57    |
| Другие         | 1318        | 7,31    |
| Итого          | 18 042      | 100,00  |

## Инфраструктура
- Центр культуры и досуга[32]
- Аэродром «Южный».
- Войсковая часть 7427[33]

## Образование
- Детский сад № 4[34]
- Детский сад № 19 «Малыш»[35]
- Детский сад № 34 «Родничок»[36]
- Средняя общеобразовательная школа № 3[37]
- Средняя общеобразовательная школа № 22[38]
- Средняя общеобразовательная школа № 25[39]
- Средняя общеобразовательная школа № 26[40]
- Специальная (коррекционная) школа-интернат № 14[41]

## Экономика
- Кирпичный завод. В последнее время не работает

## Русская православная церковь
- Покровская церковь